# تفجيرات بالي عام 2002
تفجيرات بالي عام 2002 هي تفجيرات وقعت في يوم 12 أكتوبر عام 2002 في منطقة كوتا السياحية في جزيرة بالي الإندونيسية. يعتبر الهجوم الأكثر دموية في تاريخ إندونيسيا، حيث أسفر عن مقتل 202 شخصا (بينهم 88 أسترالي، 38 إندونيسي، 27 بريطاني، 7 أمريكان، 6 سويديين) وعدد الجرحى 209 شخصا. وتبنت الجماعة الإسلامية في جنوب شرق آسيا وتنظيم القاعدة العملية.

## الهجوم

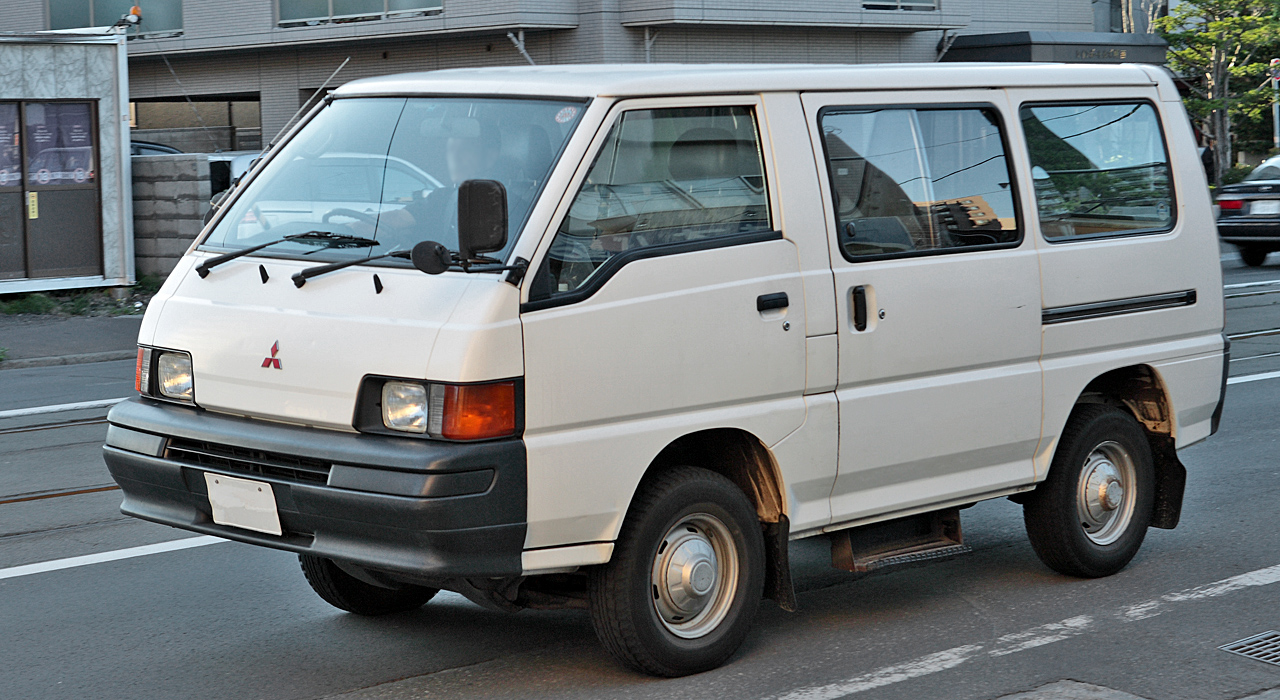
سيارة ميتسوبيشي L300 شبيهة بالسيارة المستخدمة في التفجير

في 12 أكتوبر 2002، قام المُنفِّذ بتفجير قنبلة في حقيبة ظهره داخل ملهى ليلي في جزيرة بالي، مما تسبب في العديد من الإصابات، وسارع العديد من المتواجدين داخل الملهى إلى الفرار إلى الشارع، وبعد عشرين ثانية من الانفجار الأول انفجرت سيارة ملغومة خارج الملهى؛ مما تسبب بقتل العديد من الأشخاص، وأحدث الانفجار الثاني حفرة عميقة بطول متر واحد ودمَّر المباني المجاورة وحطَّم زجاج نوافذ المنازل القريبة من الانفجار.